# Ansauvillers
Ansauvillers é uma comuna francesa na região administrativa de Altos da França, no departamento de Oise. Estende-se por uma área de 6,95 km². Em 2010 a comuna tinha 1 216 habitantes (densidade: 175 hab./km²).